# Grand Prix Formule 1 van Nederland 1967
De Grand Prix Formule 1 van Nederland 1967 werd gehouden op 4 juni op het circuit van Zandvoort. Het was de derde race van het seizoen.

## Uitslag
| Pos. | Nr. | Coureur             | Constructeur    | Rondes | Tijd / Oorzaak uitval | Grid | Punten |
| ---- | --- | ------------------- | --------------- | ------ | --------------------- | ---- | ------ |
| 1    | 5   | Jim Clark           | Lotus-Ford      | 90     | 2:14:45.1             | 8    | 9      |
| 2    | 1   | Jack Brabham        | Brabham-Repco   | 90     | + 23.6                | 3    | 6      |
| 3    | 2   | Denny Hulme         | Brabham-Repco   | 90     | + 25.7                | 7    | 4      |
| 4    | 3   | Chris Amon          | Ferrari         | 90     | + 27.3                | 9    | 3      |
| 5    | 4   | Mike Parkes         | Ferrari         | 89     | + 1 Ronde             | 10   | 2      |
| 6    | 22  | Ludovico Scarfiotti | Ferrari         | 89     | + 1 Ronde             | 15   | 1      |
| 7    | 18  | Chris Irwin         | Lotus-BRM       | 88     | + 2 Rondes            | 13   |        |
| 8    | 10  | Mike Spence         | BRM             | 87     | + 3 Rondes            | 12   |        |
| 9    | 21  | Bob Anderson        | Brabham-Climax  | 86     | + 4 Rondes            | 17   |        |
| 10   | 20  | Jo Siffert          | Cooper-Maserati | 83     | + 7 Rondes            | 16   |        |
| NF   | 7   | John Surtees        | Honda           | 73     | Gaspedaal             | 6    |        |
| NF   | 9   | Jackie Stewart      | BRM             | 51     | Remmen                | 11   |        |
| NF   | 12  | Jochen Rindt        | Cooper-Maserati | 41     | Ophanging             | 4    |        |
| NF   | 14  | Pedro Rodriguez     | Cooper-Maserati | 39     | Versnellingsbak       | 5    |        |
| NF   | 6   | Graham Hill         | Lotus-Ford      | 11     | Motor                 | 1    |        |
| NF   | 15  | Dan Gurney          | Eagle-Weslake   | 8      | Injectie              | 2    |        |
| NF   | 17  | Bruce McLaren       | McLaren-BRM     | 1      | Ongeluk               | 14   |        |

## Statistieken
| Pole-position | Graham Hill | Lotus-Ford | 1:24.6  |
| Snelste ronde | Jim Clark   | Lotus-Ford | 1:28.08 |

## Noot
- Dit was de 24ste snelste ronde voor Jim Clark en daarmee vestigde hij een nieuw record. Hij verbrak hiermee het oude record van Juan Manuel Fangio (23), gevestigd tijdens de Grote Prijs van Argentinië van 1958.
- Dit was de vierde overwinning van de Grote Prijs van Nederland voor Jim Clark; een verbetering van zijn record.

1948 · 1949 · 1950 · 1951 · 1952 · 1953 · 1955 · 1958 · 1959 · 1960 · 1961 · 1962 · 1963 · 1964 · 1965 · 1966 · 1967 · 1968 · 1969 · 1970 · 1971 · 1973 · 1974 · 1975 · 1976 · 1977 · 1978 · 1979 · 1980 · 1981 · 1982 · 1983 · 1984 · 1985 · 2020 · 2021 · 2022 · 2023 · 2024 · 2025  · 2026